# 르베그 적분

리만 적분은 적분 영역을 세로로 나누어 계산하지만, 르베그 적분은 적분 영역을 가로로 나누어 계산한다.

측도론에서 르베그 적분(Lebesgue積分, 영어: Lebesgue integral)은 일반적인 측도 공간 위에 정의될 수 있는 적분이다. 실수선 위에서의 르베그 적분은 리만 적분보다 더 일반적이며 리만 적분이 정의되지 않아도 르베그 적분이 정의되는 함수들이 존재한다. 르베그 적분은 리만 적분에 비해서 정의하는 방식이 극한 개념 등과 잘 어울리기 때문에, 해석학이나 확률론 등의 분야에 주로 사용된다.

## 정의
르베그 적분은 르베그 측도를 기반으로 하여 정의하며, 지시 함수와 같이 간단한 함수부터 정의한 다음 점차 일반적인 함수에 대해서 정의한다.
측도 공간 {\displaystyle (E,{\mathcal {E}},\mu )} 위의 단순 함수(영어: simple function) {\displaystyle E\to [0,\infty )}는 가측 집합 위의 지시 함수들의, 음이 아닌 계수를 가진 유한 선형 결합이다. 즉, 다음과 같은 꼴이다.
{\displaystyle \sum _{i=1}^{n}a_{i}1_{S_{i}}\qquad (a_{i}\geq 0,\;S_{i}\in {\mathcal {E}})}
단순함수들의 집합을 {\displaystyle {\mathcal {S}}(E)}라고 하자. 단순 함수 {\displaystyle s\in {\mathcal {S}}(E)}의 르베그 적분은 다음과 같다.
{\displaystyle \int \sum _{i}a_{i}1_{S_{i}}\,d\mu =\sum _{i}a_{i}\mu (S_{i})}
{\displaystyle {\mathcal {B}}(\mathbb {R} )}가 실수의 보렐 시그마 대수라고 하자. 가측 함수 {\displaystyle f\colon (E,X,\mu )\to (\mathbb {R} ,{\mathcal {B}}(\mathbb {R} ))}의 르베그 적분 {\displaystyle \int fd\mu }는 다음과 같다.
{\displaystyle \int f\,d\mu =\sup \left\{\int s\,d\mu \colon s\leq \max\{f,0\},\;s\in {\mathcal {S}}(E)\right\}-\sup \left\{\int s\,d\mu \colon s\leq \max\{-f,0\},\;s\in {\mathcal {S}}(E)\right\}}
가측 집합 {\displaystyle A\subset E}에 국한된 르베그 적분은 다음과 같다.
{\displaystyle \int _{A}f\,d\mu =\int 1_{A}f\,d\mu }
유클리드 공간 {\displaystyle E=\mathbb {R} ^{n}} 위의 르베그 적분은 보통 르베그 측도를 갖춘 경우를 의미한다.

## 리만 적분과의 관계
르베그 적분은 일반적으로 적분에서 사용하는 리만 적분과는 다른 방식으로 정의하지만, 리만 적분과 르베그 적분이 모두 존재할 경우 두 적분값은 같다. 또한, 리만 적분이 불가능하지만 르베그 적분이 가능한 경우도 존재한다.

## 예
유리수 집합 위의 지시 함수 {\displaystyle 1_{\mathbb {Q} }}는 리만 적분이 존재하지 않는다. 그러나 그 르베그 적분은 존재하며,
{\displaystyle \int 1_{\mathbb {Q} }\,d\mu =\mu (\mathbb {Q} )=0}
이다.

## 역사
앙리 르베그가 박사 학위 논문에서 1902년 정의하였다.

## 같이 보기
- 앙리 르베그
- 영집합
- 적분
- 측도
- 르베그-스틸티어스 측도
- 리만 적분

## 참고 문헌
1. ↑  Lebesgue, Henri (1902). 《Intégrale, longueur, aire》 (프랑스어).
2. ↑  Lebesgue, Henri (1904). 《Leçons sur l'intégration et la recherche des fonctions primitives》 (프랑스어). Gauthier-Villars.

- Hawkins, Thomas (1975). 《Lebesgue’s theory of integration: Its origins and development》 (영어) 2판. AMS Chelsea Publishing. ISBN 978-082840282-8.
- Bauer, Heinz (2001). 《Measure and integration theory》. De Gruyter Studies in Mathematics (영어) 26. Berlin: De Gruyter. 236쪽. ISBN 978-3-11-016719-1.

- Folland, Gerald B. (1999). 《Real analysis: Modern techniques and their applications》. Pure and Applied Mathematics (New York) (영어) Seco판. New York: John Wiley & Sons. ISBN 0-471-31716-0. MR 1681462.

- Munroe, M. E. (1953). 《Introduction to measure and integration》 (영어). Addison-Wesley. MR 0053186.

- Rudin, Walter (1966). 《Real and complex analysis》 (영어). New York: McGraw-Hill. MR 0210528.

- Yeh, James (2006). 《Real analysis: Theory of measure and integral》 (영어) 2판. Singapore: World Scientific. 760쪽. ISBN 978-981-256-6.
- 김경화 (2008년 8월). “적분개념의 발달 (리만적분에서 르베그적분으로의 이행을 중심으로)”. 《한국수학사학회지》 21 (3): 67–96. ISSN 1226-931X. 2015년 4월 3일에 원본 문서에서 보존된 문서. 2015년 3월 2일에 확인함.